# 서울남산초등학교
서울남산초등학교는 대한민국 서울특별시 중구 남산동2가에 있는 공립 초등학교이다.

## 학교 연혁
- 1924년 3월 25일 경성남산공립심상소학교 개교
- 1941년 4월 1일 경성남산공립국민학교로 개칭
- 1945년 11월 1일 재개교
- 1991년 7월 10일 본관 6개 교실 및 도서실(2개 교실) 개축
- 1995년 8월 31일 급식실 개관
- 1996년 3월 1일 서울남산초등학교로 교명 개칭
- 2000년 5월 22일 남산꿈나무 벼사랑 체험농장 설치
- 2000년 6월 1일 초고속통신망 설치
- 2000년 10월 19일 남산캐릭터 바름이·아름이 탄생
- 2001년 3월 24일 원어민 활용 영어수업을 위한 미군과 자매 결연식
- 2001년 7월 12일 한강 헤엄쳐 건너기 행사(52명)
- 2002년 7월 10일 강당(우리들 세상) 및 다목적 교실 완공
- 2002년 10월 28일 야외 학습장(꿈터) 개장
- 2004년 4월 27일 즐거운 양치교실 개관
- 2004년 6월 14일 과학실 현대화 사업 완공
- 2004년 11월 8일 보건실 표준화 모델 사업 완공
- 2006년 5월 14일 야외 학습원 남산 자람터 완공
- 2006년 6월 14일 창호 교체 공사 완공
- 2006년 9월 11일 방과후 보육교실 개관
- 2006년 12월 18일 육군 제6군단과 자매 결연식 조인
- 2006년 12월 29일 컴퓨터실 최신 컴퓨터 교체 완료
- 2007년 3월 2일 전교생 1인 1악기 교육 실시
- 2007년 7월 4일 도서실 리모델링
- 2007년 9월 5일 영어체험관 개관
- 2007년 12월 1일 남산 역사자료관 완공
- 2008년 5월 30일 방송실 리모델링
- 2008년 6월 5일 디지털 피아노실 완공
- 2009년 5월 1일 어린이날 기념 어울마당
- 2009년 9월 9일 싱가포르 교육방문단 내교
- 2010년 3월 1일 제24대 최미경 교장 부임
- 2010년 6월 30일 화장실 현대화 사업 완료
- 2011년 4월 1일 학습준비물지원센터 개설
- 2011년 11월 14일 운동장과 학교 정원 및 부대시설 공사 완료
- 2011년 12월 17일 꿈터 개축 준공 및 개관식
- 2012년 4월 30일 꽃모종 및 묘목 3,242개 및 장미 10그루 식수
- 2012년 6월 20일 운동장 놀이시설 리모델링
- 2012년 12월 31일 본관 방충망 설치, 강당 농구대 설치 및 방송시설 보수
- 2013년 3월 27일 아프리카 말라위 난체프초등학교 자매결연 협약식
- 2014년 6월 1일 예절교실 개장, 전자칠판 교체, 교사연수실 리모델링, 강당바닥 정비 및 꿈터 도색
- 2016년 10월 20일 도서실 리모델링
- 2017년 1월 25일 특수학급 교실환경 개선
- 2017년 3월 1일 서울형 혁신학교 지정
- 2018년 12월 28일 수학창의교실, VR 스포츠 교실 신설
- 2019년 2월 15일 제74회 졸업식(29명, 누계 26160명)
- 2019년 2월 28일 돌봄겸용교실 리모델링
- 2019년 8월 20일 다목적교실(꿈꾸는 교실) 리모델링
- 2020년 2월 14일 제75회 졸업식(21명, 누계 26181명)
- 2020년 9월 1일 제27대 김경미 교장 부임
- 2020년 9월 1일  중구청 직영 돌봄교실 구축 리모델링
- 2020년 9월 1일 시나브르 (시청각실) 신설
- 2021년 1월 25일 관리실(회의실) 개선 공사
- 2021년 2월 17일 제76회 졸업식(졸업생 19명. 누계 26,200명)
- 2024년 3월 25일 개교 100주년

## 참고 자료
- 서울남산초등학교 - 한국교육학술정보원 학교알리미